# 이한 (영화 감독)
이한(李翰, 1970년 ~ )은 대한민국의 영화 감독이다. 2002년 영화 《연애소설》로 장편 데뷔했다.
한양대학교 연극영화과를 졸업했다. 고등학교 시절, 가장 좋아하는 것에 대해 생각하니 음악과 영화였고 한 과목만 추가 시험을 보면 지원이 가능한 곳이 영화과여서 원서를 넣었다고 한다. 졸업 후 광고회사에서 일하다가, 우연한 기회로 배창호 감독의 연출부로 들어가 〈러브 스토리〉, 〈정〉에 참여했다. 2002년 장편영화 《연애소설》로 감독으로 데뷔했다. 《연애소설》은 이감독이 대학교 1학년 때 만났던 여자와의 인연을 바탕으로 만들어졌다.

## 연출 작품 목록

### 영화
- 2002년 영화 《연애소설》 ... 각본 & 감독
- 2003년 영화 《하늘정원》 ... 각본
- 2006년 영화 《청춘만화》 ... 각본 & 감독
- 2007년 영화 《내 사랑》 ... 각색 & 감독
- 2011년 영화 《완득이》 ... 각색 & 감독
- 2013년 영화 《우아한 거짓말》 ... 각색 & 감독
- 2014년 영화 《오늘의 연애》 ... 각색
- 2015년 영화 《손님》 ... 공동제작
- 2015년 영화 《오빠생각》 ... 감독
- 2019년 영화 《증인》 ... 각색 & 감독
- 2022년 영화 《달짝지근해 7510》 ... 각색 & 감독